# Karl Sidler
Karl Georg Daniel Sidler (* 13. Mai 1875 in Sinsheim; † 6. August 1930 ebenda) war ein deutscher Jurist und Politiker.

## Leben
Als Sohn eines Kaufmanns geboren, studierte Sidler nach dem Besuch der Realschule in Sinsheim und des Mannheimer Gymnasiums Rechtswissenschaften in Würzburg und Heidelberg. Während seines Studiums wurde er 1895 Mitglied der Burschenschaft Frankonia Heidelberg. Nach seinem Examen war er juristisch tätig, zuerst in Baden, dann von 1906 bis 1911 als Rechtsanwalt und kaiserlicher Notar in Windhoek. Von 1909 bis 1911 war er Stadtrat in Swakopmund. 1912 kehrte er nach Sinsheim zurück, wo er 1913 Bürgermeister wurde. Von 1913 bis 1917 war er für die Nationalliberale Partei Abgeordneter der Zweiten Kammer des Badischen Landtags. Am Ersten Weltkrieg nahm er als Hauptmann der Reserve bei der Fußartillerie teil.

## Ehrungen
Für seinen Einsatz im Ersten Weltkrieg erhielt er das Eiserne Kreuz, I. und II. Klasse. Die 1929 erbaute einheitliche Volksschule in Sinsheim wurde ihm zu Ehren Sidlerschule genannt.